# Robertson-Inseln
Die Robertson-Inseln sind Inselgruppe im Archipel der Südlichen Orkneyinseln. Sie erstrecken sich vom südöstlichen Ausläufer der Coronation-Insel in südlicher Richtung über eine Länge von 6,5 km. Zu ihnen gehören von Norden nach Süden folgende Inseln:
- Matthews-Insel
- Coffer Island
- Bratholm
- Skilling-Insel
- Atriceps-Insel

Entdeckt und grob kartiert wurden sie von den Kapitänen George Powell (1794–1824) und Nathaniel Palmer im Dezember 1821. Die Benennung geht auf den britischen Seefahrer James Weddell im Jahr 1823 zurück. Der Benennungshintergrund ist nicht überliefert.
Nicht zu verwechseln sind die Robertson-Inseln mit der weiter südlich, vor der Antarktischen Halbinsel gelegenen Robertson-Insel.